# Velipoja alközség
Velipoja alközség harmadik szintű közigazgatási egység Albánia északnyugati részén, Shkodra városától légvonalban 20, közúton 30 kilométerre dél-délnyugati irányban, a Shkodrai-síkság nyugati peremén, az Adriai-tenger partján, a Buna folyó torkolatvidékén. Shkodra megyén belül Shkodra község része. Székhelye Velipoja falu, további települései Baks i Ri, Baks-Rrjoll, Ças, Gomsiqja, Luarza, Mal-Kolaj, Pulaj és Reç i Ri. A 2011-es népszámlálás alapján az alközség népessége 5031 fő. Székhelye, Velipoja népszerű tengerparti üdülőfalu.
Az alközség a Shkodrai-síkság délnyugati kistáján, a Velipojai-síkon terül el. Délről az Adriai-tenger, nyugatról a Buna folyó és azon túl Montenegró, északról és keletről pedig a Renc-dombság (Kodrat e Rencit) vonulatai határolják. Területének túlnyomó része síkság, a felszínt az északnyugat–délkeleti gerincű Renc-dombság vonulata töri meg, ennek legmagasabb pontja az alközség területén a Fekete-hegy (Maja e Zezë, 543 m). A Buna bal partján, a Renc-dombságtól szerkezetileg is elkülönülve magasodik a Reçi-hegy (Maja e Reçit, 161 m) tömbje. A Buna mellett több mesterséges csatorna hálózza át a területet, ezek közül a legjelentősebb a Vilun-csatorna (Kanali i Vilunit). Az alközség síksági területének délkeleti részén fekszik a 300 hektáros Vilun-lagúna, a Buna torkolatánál pedig a 700 hektáros Dum-láp (Këneta e Dumit) védett vízi élőhelye, számos madár költő- és áttelelőhelye. Az alközség egyetlen közúti összeköttetését az ország belső részével a Shkodrából kiinduló, jó minőségű SH27-es főút biztosítja.
Az alközség fő nevezetessége Velipoja tengerparti üdülőhelye, Albánia legészakibb strandja több kilométer hosszú, széles homokfövennyel, szállásadó helyekkel és éttermekkel.